# Уфимський тролейбус
Уфимський тролейбус (рос. Уфимский троллейбус) — діюча (від 27 січня 1962 року) в столиці Башкортостану місті Уфі тролейбусна система Росії.
Експлуатацію тролейбусної мережі здійснює Муніципальне управління електротранспорту м. Уфи (МУП МУЭТ), у віданні якого перебуває 2 тролейбусних депа:
№ 1 (колишнє № 3): адреса: Уфа, вул. Адмірала Макарова, 19/1; відкрито 28 травня 2001 року, маршрути: №№ 1, 3, 6, 7, 12, 13, 14, 16, 18, 19, 20, 21, 22; 
№ 2: адреса: Уфа, вул. Вологодська, 29; відкрито в грудні 1972 року; маршрути: №№ 2, 4, 5, 8, 9, 10, 11, 15. 
Тролейбусний рух був започаткований в Уфі 27 січня 1962 року. Станом на червень 2006 року кількість пасажирських тролейбусів в Уфі дорівнює 250 од., маршрутів — 21 шт., довжина тролейбусних ліній — 161 км, вартість проїзду від 1 грудня 2009 року становить 9 російських рублів.
В Уфі діє ВАТ «Башкирський тролейбусний завод» (адреса: м. Уфа, Соєдинительне шосе, 11; керівник — Барсуков Володимир Федорович).

## Маршрути
Станом на 2-у половину 2000-х років в Уфі наступні тролейбусні маршрути:
| Номер | Шлях слідування                                            | Примітки                                                                                    |
| ----- | ---------------------------------------------------------- | ------------------------------------------------------------------------------------------- |
| № 1   | Троицкая площадь — Северный автовокзал                     |                                                                                             |
| № 2   | Колхозный рынок — Башгосакадемдрамтеатр                    |                                                                                             |
| № 3   | Центральный рынок — Затон (КПМ)                            |                                                                                             |
| № 4   | Северный автовокзал — Троллейбусное депо № 2               |                                                                                             |
| № 5   | Северный автовокзал — ул.Кольцевая — ул.Вологодская        |                                                                                             |
| № 6   | ул. Аральская — Трамплин                                   |                                                                                             |
| № 7   | Телецентр — Трамплин                                       |                                                                                             |
| № 8   | Троллейбусное депо № 2 — Трамплин                          |                                                                                             |
| № 9   | ТЭЦ-1 — Первомайская — ДОК                                 | змінений у 2003 році                                                                        |
| № 10  | ТЭЦ-1 — Кольцевая — ДОК                                    | змінений у 2003 році                                                                        |
| № 11  | Ледовый дворец «Уфа-Арена» — Р.Зорге — Северный автовокзал | змінений у грудні 2006 року                                                                 |
| № 12  | Башгосакадемдрамтеатр — Микрорайон Белореченский           |                                                                                             |
| № 13  | Бульвар Славы — Бакалинская — Микрорайон Белореченский     | змінений і знову відкритий 4 червня 2006 року                                               |
| № 14  | Колхозный рынок — Микрорайон Белореченский                 |                                                                                             |
| № 15  | ДОК — ДК Машиностроителей                                  | змінений і знову відкритий у лютому 2006 року                                               |
| № 16  | Театр кукол — Микрорайон Белореченский                     |                                                                                             |
| № 17  | Колхозный рынок — АБЗ                                      | закритий                                                                                    |
| № 18  | ул. Пархоменко — поселок 8 Марта                           |                                                                                             |
| № 19  | Сипайлово (ул. Королева) — Телецентр                       | скасований улітку 2006 року, знову відкритий у листопаді 2007 року                          |
| № 20  | Сипайлово (ул. Королева) — Микрорайон Белореченский        | відкритий 9 жовтня 2001 року, скасований у 2006 році, знову відкритий у листопаді 2007 року |
| № 20к | ул. Королева — ул. Королева (кільцевий по Сипайлово)       | відкритий 14 березня 2004 року, скасований у 2006 році                                      |
| № 21  | Центральный рынок — Бакалинская — Микрорайон Белореченский |                                                                                             |
| № 22  | Ледовый дворец «Уфа-Арена» — Р.Зорге — Бульвар Славы       | відкритий 25 грудня 2006 року                                                               |

## Рухомий склад
До складу парку уфимських тролейбусів входять такі моделі:
- ЗіУ-682;
- ЗіУ-683;
- ЗиУ-6205;
- ЗиУ-6205М;
- БТЗ-52011;
- БТЗ-5276-01;
- БТЗ-5276-04;
- БТЗ-52761;
- Тролза-62052Г (2 шт.).